# Туф
Туф (від італ. tufo) — група гірських порід осадового, хемогенного та органогенно-хемогенного походження, які утворюються в місцях витоку на поверхню мінеральних джерел (не плутати з вулканічним туфом). Назва застаріла.
Туф — загальна назва зцементованих пористих осадових і вулканогенно-осадових порід. Виділяють вапнякові туфи, вулканічні туфи та гейзерити.

## Загальний опис різновидів туфу
- Вапняковий туф, або травертин (рос. известняковый туф, англ. tufa, calc tufa, calcareous tufa; нім. Kalktuff) — пориста ніздрювата гірська порода, яка утворилася внаслідок осідання карбонату кальцію або сполук силіціуму (кремнію) як з гарячих, так і з холодних джерел. В місцях виходу на поверхню води джерел різко падає тиск, з розчину виділяються гази та випадає осад вапнякових або кремнистих туфів. Туфом покриваються рослини, зокрема мохи (мохи-туфоутворювачі), що зростають біля джерел, у туфі часто містяться відбитки рослин та тваринні залишки. Вапнякові кульки, що утворюються з осаду називають гороховими камінцями, які відносяться до оолітів. У печерах з туфів утворюються сталактити та сталагміти.
- Кремнистий туф — відкладення сполук кремнію з гарячих джерел (гейзерів) у вигляді аморфного опалу або халцедону.
- Вулканічний туф — гірська порода вулканічного походження, яка утворилися з твердих продуктів вулканічних вивержень: попелу, лапілей, вулканічних бомб, а також уламків гірських порід невулканічного походження.

Крім того, розрізняють такі різновиди туфів:
- Туф аґломератовий (зцементовані пухкі вулканічні продукти переважно великого розміру; розрізняють:
  - брилові туфи, величиною понад 200 мм;
  - грубоуламкові, 30-200 мм;
  - уламкові, 1-30 мм;

- Туф лапілевий (лапілі зцементовані у дрібноуламковій туфовій масі);

- Туф палагонітовий (гідратизоване вулканічне скло основного складу — палагоніт; часто містить кристали плагіоклазу, олівіну, піроксену, руди заліза, мигдалини кальциту, цеоліти; формується під час вивержень на чи під глетчери (Ісландія), а також при підводних виверженнях);
- Туф попеловий (туф з тонкого вулканічного попелу, уламків вулканічного скла та ін. вулканогенних матеріалів);
- Туф псамітовий (туф з переважанням дрібних пірокластичних частинок діаметром 0,1-1,0 мм);
- Туф спечений, туф зварений (туф, який сформувався з пластичного вулканогенного матеріалу; складається з грудок, що злиплися, часто сплющених, з ознаками течії розплавленого матеріалу).
- Туф силіцифікований (окремнений туф; природа окременіння може бути: 1) діагенетичною, 2) обумовленою контактовим метаморфізмом або поствулканічними процесами).

Георгій Агрікола виділяв також «м'який туф» під яким розумів м'який вапняк.

## Застосування
Застосовується як камінь для створення інтер'єрів, для сейсмостійкого будівництва, як облицювальний матеріал тощо.